# Ардоти
Ардоти (груз. არდოტი) — высокогорное село-крепость на севере Грузии, в исторической области Пирикитской Хевсурети. Относится к Шатильскому обществу (теми, груз. თემი) Душетского муниципалитета в краю Мцхета-Мтианети. Расположено близ границы с Чечнёй, в труднопроходимом Ардотском ущелье, на левом берегу реки Андаки (Ардоти), правого притока реки Аргун, в 7 километрах к северо-востоку от Хахабо, в 8 километрах к югу от села Муцо, в 14 километрах от Анатори, в 17 километрах к юго-востоку от Шатили, в 68 километрах к северо-востоку от Душети, в 95 километрах к юго-западу от Грозного и в 97 километрах к северо-востоку от Тбилиси. Население 3 жителя согласно переписи 2014 года.
Село расположено наподобие укрепления высоко на мысе, образованным впадающей справа в Андаки маленькой речкой, в нижне-альпийской части хребта Кхомагисмта Большого Кавказа, который с запада ограничивает долину реки Андаки, и чрезвычайно живописно со своей высокой старинной башней.
Село связано автомобильной дорогой с Шатили.

## История

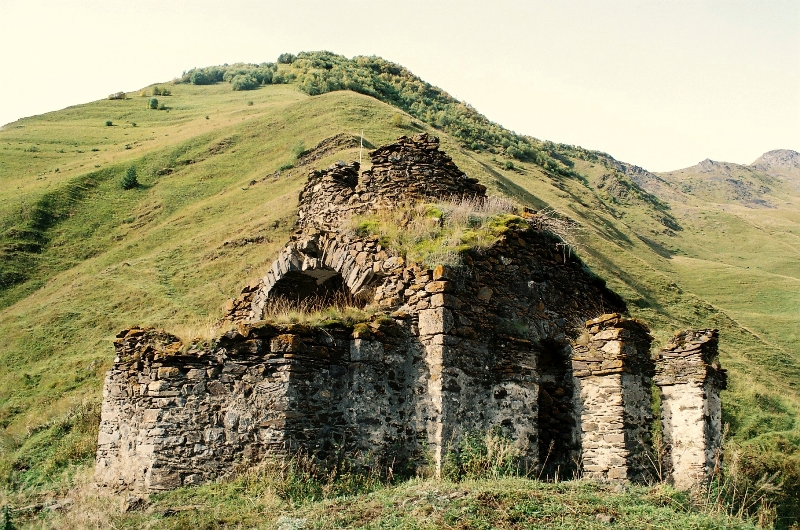
Развалины православной церкви в Ардоти

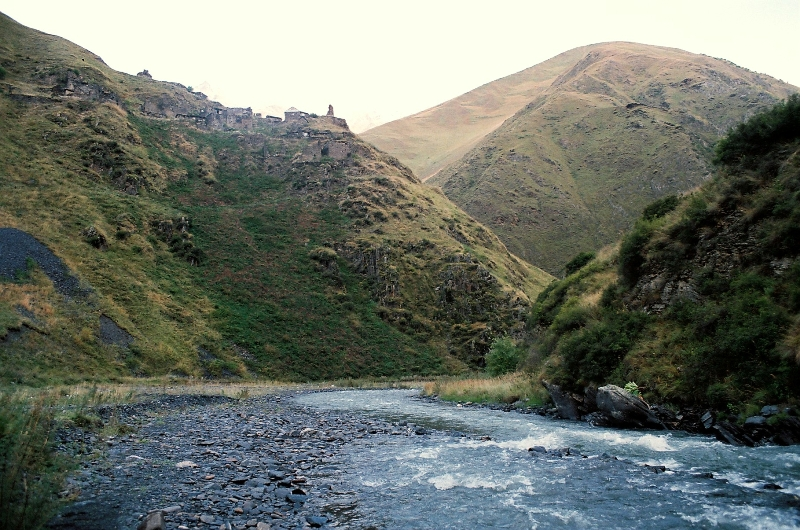
Вид на реку Андаки у Ардоти

Село Ардоти относилось к Ардотскому обществу (теми, груз. თემი) Тионетского уезда Тифлисской губернии Российской империи, до 1928 года — Душетского уезда, затем Шатильскому обществу Тифлисского округа.
Согласно официальным сведениям 1873 года в Ардотское общество входили села Муцо и Хахабо, в Ардоти было 34 дыма, в Ардотском обществе проживало 447 человек, из них мужчин — 198, женщин — 249. У села Ардоти находились серебро-свинцовые и свинцовые руды.
Летом 1876 года Ардоти посетил директор тифлисского музея Густав Радде.
Летом 1927 года Владимир Гурко-Кряжин и Г. В. Демидов посетили Хевсурети. Владимир Гурко-Кряжин в 1928 году писал:
В Ардоти мы остановились в доме местного богача Нико Мургуева, единственного хевсура, из встреченных нами, знающего русский язык и даже письмо. Нико занимается сдачей в аренду принадлежащих ему альпийских пастбищ.
Г. В. Демидов так описывал Ардоти в 1931 году:
Дома в два-три этажа с плоскими крышами расположены террасами; таким образом плоские кровли нижележащих домов служат двором или террасой для домов, расположенных выше. Узкая и низкая дверь ведет внутрь дома. Благодаря небольшим, узким окнам, одновременно служащим бойницами, внутреннее помещение обычно тёмное. В немногих хевсурских домах окна устроены менее примитивно и имеют подобие рамы, обтянутой бычачьим пузырем. Главной и неизбежной принадлежностью дома служит сложенный из камней очаг, над которым висит на цепи черный, густо закопченный котел. Вокруг очага уровень земляного пола понижается на четверть аршина в форме удлиненного четырехугольника. От дыма стены и потолок покрыты густым слоем блестящей копоти. Вдоль стен стоят огромные хозяйственные ящики, сложены мешки с мукой и зерном, часто самогонный аппарат, навалены в кучу седла, сбруя, потники. На стенах, рядом с современным оружием: винтовкой, шашкой и кинжалом, часто висит старинное дедовское вооружение: кольчуга, латы, шлем, круглый щит, прямой меч-дашна. Мебель представлена обычно массивной деревянной кроватью без малейшего намека на постельное белье, небольшим столом, скамейками и трехногими, тяжелыми табуретами. Женщины спят или в помещении рядом, занавешенном плотной ковровой занавеской, или даже в другом этаже.
Башни и крепостные стены Ардоти образовывали сплошной архитектурный комплекс. Согласно Юрию Геннадиевичу Промптову (1908—1961) селение охраняли две башни. В селе жили два рода, из которых Звиадаури (груз. ზვიადაური) разросся, занимал около 30 дымов из 45 и заключал браки внутри фамилии.
Согласно Николозу Хизанашвили в Авдоти молодая девушка-кадаги (груз. ქადაგი) бегала ночью на речку. Какая бы суровая зима не стояла, она бросалась в реку и там кадагствовала (пророчествовала), произнося слова, внушенные ей самим хати (груз. ხატი).
В центре селения находятся развалины православной церкви XIX века, в 1876 году — действующая и выбеленная, а в 1927 году — полуразвалившаяся. Ниже села находились мельницы, языческое капище и кладбище.
В Ардотском обществе более других селений  Пирикитской Хевсурети было заметно влияние на жителей кистинцев.

## Население
Население 3 жителя согласно переписи 2014 года.
| Год  | Население, чел. | Мужчины, чел. | Женщины, чел. |
| ---- | --------------- | ------------- | ------------- |
| 1926 | 124             | 65            | 59            |
| 2002 | ↘ 39            | 21            | 18            |
| 2014 | ↘ 3             | 3             | 0             |